# Llanobius dux
Llanobius dux är en mångfotingart som först beskrevs av Chamberlin 1940.  Llanobius dux ingår i släktet Llanobius och familjen stenkrypare. Inga underarter finns listade i Catalogue of Life.